# Militärischer Nachrichtendienst in der Tschechoslowakei
Der militärische Nachrichtendienst der Tschechoslowakei wurde – entsprechend der Geschichte des Landes – zwischen 1919 und 1992 einige Male neu organisiert und umbenannt. Die interne Bezeichnung lautete Druhé oddělení Hlavního štábu, deutsch Zweite Abteilung des Generalstabs.

## Die Zeit 1918–1938
Nach der Gründung der Tschechoslowakei am 28. Oktober 1918 wurde der neue Staat zum Ziel von Aktivitäten einiger Minderheiten, insbesondere der Sudetendeutschen und in der Folge von Deutschland, aber auch seitens von Ungarn, welches das Gebiet der Slowakei an die Tschechoslowakei verlor, und teilweise auch seitens von Polen – alle drei Staaten erhoben Gebietsansprüche. Bereits im Januar 1919 wurden die deutschen Konsule Fritz Freiherr von Gebsattel und Paul Schwarz wegen Spionage ausgewiesen. Es entstanden zahlreiche Vereine der Sudetendeutschen, die alsbald ihren Wunsch, zum Deutschland zu gehören, propagierten und nicht selten illegal wirkten. Deshalb beschloss der Generalstab der neuen tschechoslowakischen Armee 1919, mit der Bildung eines eigenen Nachrichtendienstes, der sich als die „2. oddělení (zpravodajské) hlavního štábu“ (2. [nachrichtendienstliche] Abteilung des Generalstabs) etablierte, entsprechende Gegenmaßnahmen zu ergreifen. Ab etwa Mai 1919 gab es beim Generalstab der Armee dann eine nachrichtendienstliche Abteilung, deren Mitarbeiter zunächst durch französische Offiziere geschult wurden.
Die Zweite Abteilung erfüllte sowohl die Aufgabe eines Nachrichtendienstes wie auch der Abwehr. Nach anfänglichen Problemen wurde die Abteilung zu den effektivsten Komponenten des Sicherheitsapparates. Die Tätigkeit verstärkte sich besonders nach 1933, nachdem Hitler in Deutschland an die Macht kam und nachdem ab 1934 Canaris den Abwehrdienst reorganisierte und ab 1935 dessen Aktionen gegen die Tschechoslowakei enorm verstärkte. Zu einem zweiten Schub in der Tätigkeit kam es etwa gleichzeitig mit der Ernennung von František Moravec zum Leiter der Rechercheabteilung (1934) und zum stellvertretenden Leiter der gesamten Zweite Abteilung. In der folgenden Zeit konnte der tschechoslowakische militärische Nachrichtendienst zwei große Erfolge verbuchen.
Der erste Erfolg war die Anwerbung des als Agent A-54 bekannten Mitarbeiter des deutschen Abwehrdienstes Paul Thümmel, Leiter der Abteilung III F, der gleichzeitig einen Agentennetz auf dem Gebiet der Tschechoslowakei aufbauen sollte. Thümmel versorgte die Zweite Abteilung mit zum Teil exklusiven Informationen, darunter das genaue Datum der Besetzung des restlichen Gebietes am 15. März 1939, Informationen über die deutsche Offensive gegen Frankreich, über den Angriff auf die Niederlande, Berichte der Abwehr über den Finnisch-Deutschen Krieg, die Vorbereitung zur Besetzung Jugoslawiens usw.
Der zweite große Erfolg war die Beschaffung vom kompromittierenden Material, mit dem man den ungarischen militärischen Attaché in Prag, General Ujzazy, 1938 zur Mitarbeit zwang; Ujzazy war nach seiner Rückkehr nach Budapest Leiter des ungarischen militärischen Geheimdienstes. Weil die Zweite Abteilung jedoch kurz danach aufhörte zu existieren, übergab sie diesen Agenten an den britischen Nachrichtendienst.

## Münchner Abkommen
Nach der Besetzung des Sudetenlandes infolge des Münchner Abkommens am 30. September 1938 bestand diese Zweite Abteilung fort, das Verteidigungsministerium hat die Agenturtätigkeit Richtung Deutschland jedoch im Wesentlichen verboten; am 14. März 1939 verließ der kurz davor neu ernannte (provisorische) Chef der Zweiten Abteilung, František Moravec, mit zehn weiteren Offizieren und zahlreichem Material im Flugzeug die Tschechoslowakei und kam in London an – nur einen Tag vor der sogenannten Besetzung der Rest-Tschechei am 15. März 1939.

## Im Exil
Mit der Anwesenheit einiger tschechoslowakischer Armeeverbände in Frankreich und kurzzeitig in Polen haben diese auch nachrichtendienstliche Abteilungen im Exil unterhalten, insbesondere in Frankreich. Die kleine Pariser Nachrichtenzentrale arbeitete vom 1. Mai 1939 bis Juni 1940. Mit der Besetzung Frankreichs (und Polens) gab es fortan nur in London Armee- und Nachrichtendienstangehörige, die effektiv am Widerstand teilnehmen konnten. Nach der Anerkennung der tschechoslowakischen Exilregierung in London am 21. Juli 1940 wurde im Herbst das Verteidigungsministerium mit einer neuen Struktur errichtet, das auch die „II. (zpravodajský) odbor“ (II. nachrichtendienstliche Abteilung) unter der Leitung von Moravec enthielt.
Die Aufgabe der II. Abteilung unter den Kriegsbedingungen war, außer den sonst üblichen Tätigkeiten eines Nachrichtendienstes, auch die Aufrechterhaltung der Kontakte zu Personen und Widerstandsgruppen im Protektorat und die entsprechende Koordinierung derer Tätigkeit und entsprechende Hilfestellung wie Versorgung mit technischen Mitteln usw. Zu den nichtkonventionellen Aufgabe gehörte jedoch vor allem die Vorbereitung und Durchführung von Diversions- und Sabotageakten im Protektorat. Dazu gehörten auch zahlreiche Aktionen mit Fallschirmjägern, die über dem Gebiet des Protektorats abgesetzt wurden.
Diese Strategie wurde zum Teil verursacht durch die Stellung, in der sich die tschechoslowakische Exilregierung in der zweiten Hälfte des Jahres 1941 befand. Die Repression des neuen stellvertretenden Reichsprotektors in Böhmen und Mähren, Reinhard Heydrich, führte zu einer deutlichen Schwächung des Widerstandes im Protektorat, unter anderem wurde die bis dahin stärkste Widerstandsgruppe Obrana národa fast aufgerieben und die Aktionen des Widerstandes kamen zum Erliegen. Weil die britische Regierung durchgehend die Ergebnisse der Widerstandsbewegungen in den besetzten Ländern auswertete und sich danach orientierte, geriet die tschechoslowakische Exilregierung unter Edvard Beneš in einen Zugzwang. Unter diesen Umständen fiel die bis heute umstrittene Entscheidung, einen spektakuläres Attentat auf Heydrich durchzuführen. Diese Aktion, die den Decknamen Operation Anthropoid erhielt, wurde durch die II. Abteilung vorbereitet, in die Pläne wurden außer dem Leiter Moravec nur fünf weitere Personen eingeweiht. Diese Aktion, die aus militärischer Sicht ein Erfolg war, führte jedoch zu einer noch stärkeren Repression im Protektorat.

## Nach 1945
Nach 1945 gab es in der Tschechoslowakei zwei Nachrichtendienste: die „2. oddělení (zpravodajské) Hlavního štábu MNO“ (2. [nachrichtendienstliche] Abteilung des Generalstabs des Verteidigungsministeriums) unter der Leitung von Moravec, und der neue „Obranné zpravodajství“ (OBZ) (Abwehrdienst).
Der Obranné zpravodajství OBZ wurde ohne die Zustimmung des Verteidigungsministeriums per Dekret des Befehlshabers der tschechoslowakischen Armeeeinheiten in der Sowjetunion, des Generals Ludvík Svoboda, am 7. Januar 1945 errichtet, weil es sowohl in der kommunistischen Partei wie auch in der Führung der Sowjetunion starke Bedenken gegenüber dem prowestlich ausgerichteten Nachrichtendienst aus London gab. Der OBZ wurde deshalb seit Anfang an als ein Instrument konzipiert, das ein Gegengewicht zu der Zweiten Abteilung in London darstellen und andererseits den Machtanspruch der kommunistischen Partei sichern sollte. Zum Leiter des Abwehrdienstes, der diesen im Wesentlichen aufbaute und prägte, wurde der NKWD-Agent und seit 1948 Brigadegeneral Bedřich Reicin bestimmt, der allerdings bereits am 8. Februar 1951 verhaftet und im Slánský-Prozess zum Tode verurteilt und hingerichtet wurde.
Der Abwehrdienst OBZ spielte eine wesentliche Rolle sowohl bei der Übernahme des Innenministeriums durch die kommunistische Partei bereits vor 1948 als auch bei dem eigentlichen Machtwechsel im Februar 1948. Der OBZ unterlag nach 1948 weder dem Generalstab der Armee noch dem Verteidigungsministerium, sondern dem Innenministerium unter der Leitung des ZK-Mitglieds Václav Nosek (beziehungsweise zeitweilig dem Ministerium für nationale Sicherheit). Außer engen Kontakten zum sowjetischen NKVD gehörte es zu den Aufgaben des Dienstes, auch außerhalb des militärischen Bereichs im zivilen Bereich tätig zu sein; hierzu war auch die Verflechtung mit dem Apparat der weiteren Sicherheits- und Nachrichtendienste und der Geheimpolizei ausschlaggebend. Laut dem Befehl 25/1954 des Innenministeriums vom April 1954 sollte sich der OBZ „nach den Beschlüssen des ZK der KPTsch, der Regierung und den Befehlen des Innenministeriums richten“.
Der Nachrichtendienst (Zweite Abteilung), der 1948 in „Zpravodajská správa Generálního štábu“ (ZS/GŠ) (Nachrichtendienstliche Verwaltung des Generalstabs) umbenannt wurde, war der einzige Nachrichtendienst, der nicht dem Innenministerium unterstellt war. Diese Unabhängigkeit war allerdings nur formell, weil der OBR Zugriff auf die Strukturen des militärischen Nachrichtendienstes hatte und diese bis zum gewissen Grad kontrollieren konnte.
Der Abwehrdienst OBZ, der kurzzeitig in „5. oddělení Hlavního štábu“ umbenannt wurde, hieß ab 15. August 1950 „Hlavní informační správa“ (HIS) (Hauptinformationsdienst) und ab 30. März 1951 „Velitelství vojenské zpravodajské služby“ (VVZS) (Kommandantur des militärischen Nachrichtendienstes) und wurde dem Ministerium für nationale Sicherheit unterstellt. Am 28. Juni 1952 wurde dann „Hlavní správa vojenské kontrarozvědky“ (HS VKR) (Hauptverwaltung des militärischen Abwehrdienstes) errichtet, die auch später eng mit dem Innenministerium und dessen anderen Diensten wie dem Geheimdienst verflochten war, dessen Teil sie in späten 1960er und frühen 1970er Jahren zeitweilig war.

## Nach 1990
Nach 1990 wurde durch Gesetze zuerst sichergestellt, dass der Missbrauch des militärischen Nachrichtendienstes als Instrument gegen die zivile Bevölkerung, wie es in der Vergangenheit geschah, ausgeschlossen wird.
Die Abwehr HS VKR wurde zum 1. Juli 1990 durch den „Vojenské obranné zpravodajství“ (VOZ) (Militärischer Abwehrdienst) ersetzt und aus dem Nachrichtendienst ZS/GŠ ging später der „Vojenská zpravodajská služba“ (VZS) (Militärischer Nachrichtendienst) hervor.
Nach der Gründung der Tschechischen Republik arbeitet dort ein einziger militärischer Dienst, Vojenské zpravodajství (VZ) (Militärischer Nachrichtendienst), in der Slowakischen Republik sind es zwei Organisationen – Vojenská spravodajská služba (VSS) (Militärischer Nachrichtendienst) und Vojenské obranné spravodajstvo (VOS) (Militärischer Abwehrdienst).